# John Lennon Talent Award Tour
John Lennon Talent Award Tour var den syvende koncertturné af det danske elektro-rockband Dúné. Den startede 5. marts 2011 og sluttede 23. april samme år. På turneen fungerede bandet som hovednavn ved den prestigefyldte John Lennon Talent Award, ligesom den understøttede bandets femte EP Leaving Metropolis som udkom i maj 2010.
Det blev trommeslager Malte Aarup-Sørensens sidste turné med bandet, da denne valgte at forlade gruppen én måned efter sidste koncert.

## Historie
Dúné blev i januar 2011 inviteret med som en fast bestanddel af John Lennon Talent Award 2011, hvor de var hovednavnet ved de indledende runder, semifinale, og finalen. John Lennon Talent Award blev etableret i 1991, og er en af Tysklands ældste og mest prestigefyldte musik konkurrencer. The Beatles musikeren John Lennons enke Yoko Ono giver hver år tilladelse til afvikling af konkurrencen, på den betingelse at man ikke må udnytte de udøvende kunstnere kommercielt, men skal have musikken i fokus.
Bandet spillede blandt andet det prisvindende hit "Dry Lips" ved semifinale-showet i Berlin.

## Personel

### Band
- Matt Kolstrup - vokal
- Danny Jungslund - guitar
- Simon Troelsgaard - guitar
- Ole Bjórn - keyboards og vokal
- Piotrek Wasilewski - bas, synthesizer og vokal
- Malte Aarup-Sørensen - trommer

### Personale
- Dany "Il Presidente" Rau - tourmanager
- Andrew Peters - lydtekniker
- Marian Kuch - monitor
- Jakob Paubel - baggear
- David David - baggear
- Pascal Flor - merchandise

## Turnedatoer
| Dato                          | By      | Land     | Sted                             |
| ----------------------------- | ------- | -------- | -------------------------------- |
| John Lennon Talent Award Tour |         |          |                                  |
| 5. marts 2011                 | München | Tyskland | Kulturzentrum Backstage          |
| 19. marts 2011                | Hamborg | Tyskland | Docks                            |
| 9. april 2011                 | Berlin  | Tyskland | Kesselhaus in der Kulturbrauerei |
| 23. april 2011                | Kiel    | Tyskland | Traum GmbH                       |